# Alltagspsychologie
Unter Alltagspsychologie oder Populärpsychologie (engl. folk psychology, nicht zu verwechseln mit Völkerpsychologie) versteht man – in Abgrenzung zur Psychologie als Wissenschaft – die Gesamtheit von Begriffen der Umgangssprache, allgemein verbreiteten Vorstellungen und gewöhnlichen Erklärungsweisen, die traditionell und gewohnheitsmäßig verwendet werden, um Handeln, Verhalten und sonstige Reaktionen von sich und anderen im Zusammenhang mit „inneren Vorgängen“ geistiger und emotionaler Art sprachlich darzustellen, in der eigenen Vorstellung nachzuvollziehen sowie zu erklären oder vorherzusagen. Intuitive, Laien-, Küchen- oder Common-Sense-Psychologie sind ähnliche Begriffe.

## Grundlage
Alltagspsychologie im umschriebenen Sinn als die Psychologie von Jedermann könnte sich in unserem Kulturraum nach sprachhistorischen Beobachtungen erst vor gut dreitausend Jahren allmählich herauszubilden begonnen haben. In ihr wird wie selbstverständlich davon ausgegangen, dass „alle“ Menschen und teilweise auch Tiere über ein „Inneres“ mit wenigstens gleichartigen, wenn nicht identischen „inneren Vorgängen“ oder „Regungen“ verfügen, das in der Umgangssprache als „Innenleben“ bezeichnet wird. Dazu gehören auch zahlreiche lebenspraktisch entstandene Vorstellungen und Überzeugungen darüber, welche „inneren Mechanismen“ beim Reagieren von Menschen eine Rolle spielen; sie weisen allerdings ihrerseits oft Voraussetzungen auf, die in ihrer unterschiedlichen und teilweise gegensätzlichen Art kaum bekannt sind oder reflektiert werden, so dass sie oft unterschwelliger Anlass von Miss- und Unverständnis mit lange unentdeckten und deswegen teilweise weitreichenden Folgen sind.
Als im Alltag erworbenes und hier unablässig praktisch erprobtes Orientierungswissen, das auf dem subjektiven Selbst- oder Eigenerleben beruht und bei der täglichen Lebensbewältigung vor allem praktischen Zwecken dient, vermag Alltagspsychologie deutlich darüber hinausreichende Aussagen nicht zu machen. So kann sie beispielsweise die Grundlagen und Unterschiede individueller Lernfähigkeit nicht erklären, ebenso wenig die Natur und individuelle Ausgestaltung unserer Vorstellungsfähigkeit und unseres darauf beruhenden Erinnerungsvermögens oder etwa das Zustandekommen und die Funktion des Träumens oder die assoziativen Zusammenhänge in Träumen. Auf ihrer Grundlage können jedoch bei genauer Betrachtung von Einzelheiten durchaus mehr psychische Zusammenhänge geklärt werden, als dies für den gewöhnlichen Lebensvollzug nötig und deswegen allgemein bekannt ist, wie in Psychotherapien deutlich wird, in denen grundsätzlich normale Umgangssprache gesprochen und für die Verständigung in diesem Rahmen auch unablässig von alltagspsychologischen Konzepten Gebrauch gemacht wird.
In der Philosophie des Geistes wird darüber diskutiert, inwieweit die Konzepte der Alltagspsychologie mit den wissenschaftlichen Konzeptualisierungen in der akademischen Psychologie und ihren angrenzenden biologischen und sozialen Wissenschaftsbereichen verträglich, zu ergänzen oder zu korrigieren sind.
Abweichend vom bisher Dargestellten und geradezu im Gegensatz dazu hat Georges Politzer Entwurf und Entwicklung einer alltagsorientierten und alltagstauglichen psychologischen Wissenschaft als „Alltagspsychologie“ verstanden.
Umgekehrt gibt es in Anlehnung an den Begriff des Küchenlateins den Ausdruck von einer Küchenpsychologie, mit dem eine ebenso platte wie naive und unreflektierte Form der Verwendung alltagspsychologischer Kenntnisse bezeichnet wird.

### Populärpsychologie
Ähnlich der „Plausibilität zentraler Glaubenssätze vieler Weltreligionen“ hängt „die Populärpsychologie – die allgemeine Art, über Menschen zu sprechen – […] von einer adäquaten Theorie mentaler Kausalität ab“.
Vielfach ist gemäß Kurt Derungs „[e]igenes, kritisches Denken […] nicht das Ziel der Populärpsychologie. Vielmehr werden die Frauen und Männer einem Lehrgebäude angepasst, um gedanklich und interpretationsmässig nicht von der ideologischen Linie abzuweichen. […] Die Populärpsychologie kennt […] auch einen Monotheismus, einen Religionsstifter und einen missionarischen Eifer.“
Mario Bunge und Rubén Ardila schreiben über die Populärpsychologie: „Während Physiker mit einer ‚Populärphysik‘ absolut nichts anfangen können, ist eine ,Populärpsychologie' häufig ein durchaus vernünftiger Ausgangspunkt psychologischer Forschung. Tatsächlich bemüht sich diese, das Gebiet, das wir als Populärpsychologie bezeichnet haben, zu erweitern, zu vertiefen und von Irrtümern zu befreien, ein Streben, das auch mancherlei Einsichten einschließt, die sich nicht zuletzt aus den großen Werken der Kunst gewinnen lassen. Aus diesem Grund wird Populärpsychologie nicht verschwinden, vielmehr wird sie wahrscheinlich Schritt für Schritt verbessert und durch mancherlei Ergebnisse der wissenschaftlichen Psychologie bereichert werden.“

## Beispiele
- Bindungsangst
- Narzissmus